# Nuevo Imperial
Nuevo Imperial est l'un des seize districts qui composent la province de Cañete, située dans le département de Lima, au Pérou, sous l'administration du gouvernement régional des provinces de Lima.

## Localités
Villes
- Nuevo Imperial
- Augusto Bernardino Leguía (El Desierto)
- Carmen Alto
- Cerro Libre
- La Florida
- Santa María Alta
- Centro poblado Pueblo Nuevo De Conta

Villages
- Almenares
- Bellavista de Conta
- Caltopilla
- Cantera
- El Conde
- La Encañada del Porvenir
- La Rinconada de Conta
- San Fernando
- Santa Adela
- Túnel Grande
- La Joya de Conta
- Pocoto
- Carrizales